# Juan Esteban Ariza
Juan Esteban Ariza Matos (Ciudad de Santo Domingo, 24 de noviembre de 1820 – La Vega, 27 de abril de 1882) fue un militar, político, miembro y presidente de la Junta Central Gubernativa de la República Dominicana en el 1876. Participó activamente en los procesos históricos que marcaron la independencia dominicana, la consolidación del Estado nacional y los conflictos políticos del periodo de la Restauración. Su carrera estuvo estrechamente ligada al ejército y a los círculos políticos dominicanos en los años posteriores a la independencia de Haití en 1844.
Fue parte de una generación de militares y líderes civiles que jugaron un papel importante en la definición del rumbo político del país durante el siglo XIX, especialmente durante los periodos de inestabilidad institucional, guerras civiles y la lucha por el reconocimiento de la soberanía nacional.

## Biografía
Juan Esteban Ariza Matos nació el 24 de noviembre de 1820 en Santo Domingo, en el seno de una familia criolla. Fue hijo de  María Celedonia Matos Camacho. Su padre, Juan Bautista Ariza Urdaneta, fue miembro de La Trinitaria, la sociedad secreta fundada por Juan Pablo Duarte, y firmante del Manifiesto de Separación del 16 de enero de 1844, lo que situó a Ariza Matos en una posición cercana a los movimientos patrióticos desde muy joven.
Ingresó al ejército dominicano en 1840 y fue testigo y protagonista de la Guerra de Independencia de 1844 contra la dominación haitiana. A lo largo de su vida militar, ocupó diversos rangos hasta alcanzar el grado de general, participando en múltiples campañas para defender la soberanía del nuevo Estado.
Residió en distintas ciudades del país durante su vida, incluyendo Santo Domingo, Azua, Santiago y La Vega, donde finalmente falleció en 1882 a los 61 años.

## Vida política
La carrera política de Juan Esteban Ariza Matos estuvo estrechamente vinculada al acontecer militar y gubernamental de la República Dominicana durante el siglo XIX. Inicialmente reconocido por su participación en las guerras de independencia y sus méritos militares, Ariza Matos alcanzó prominencia política durante el periodo de la Anexión a España (1861–1865). Se alineó con el proyecto anexionista liderado por Pedro Santana, convencido de que el respaldo de una potencia europea podía brindar estabilidad a la joven nación dominicana. Fue designado gobernador de La Vega y comandante militar de San Francisco de Macorís, desde donde actuó en favor de la causa española, reprimiendo focos de resistencia restauradora. Su adhesión al régimen colonial le valió la distinción de Comendador de la Real Orden de Isabel la Católica, otorgada por la monarquía española.
Tras la Restauración de la República en 1865, Ariza Matos logró reintegrarse a la vida política nacional. En 1873, se unió al movimiento encabezado por Ignacio María González, que propició la salida de Buenaventura Báez del poder. Posteriormente, tuvo participación destacada en los acontecimientos que derivaron en la renuncia del presidente Ulises Francisco Espaillat en 1876. Como resultado, formó parte de la Junta Gubernativa que asumió el gobierno del país entre el 5 de octubre y el 11 de noviembre de ese mismo año. En dicho cuerpo colegiado compartió funciones ejecutivas con su medio hermano, Pedro Tomás Garrido Matos, y otros miembros del denominado Partido Verde, una facción militar con influencia regional. Su trayectoria refleja tanto las tensiones propias del sistema político dominicano de la época como la capacidad de adaptación de figuras militares en contextos de inestabilidad institucional.

## Muerte
Juan Esteban Ariza Matos falleció el 27 de abril de 1882 en la ciudad de La Vega, a los 61 años de edad. En sus últimos años, se había mantenido relativamente alejado de la vida pública activa, aunque conservaba vínculos con sectores políticos y militares. Su muerte marcó el cierre de una trayectoria compleja, en la que confluyeron el fervor independentista, la lealtad al orden establecido y las decisiones estratégicas en medio de crisis nacionales. Su figura continúa siendo objeto de estudio en la historiografía dominicana, particularmente por su papel en episodios decisivos como la Anexión a España, la Restauración de la República y los gobiernos provisionales posteriores.

## Legado
Ariza Matos dejó un legado vinculado a los momentos fundacionales de la República Dominicana. Participó en la lucha por la independencia, ocupó cargos militares y formó parte de gobiernos provisionales, siendo una figura representativa de las complejidades políticas del siglo XIX. Su rol durante la Anexión a España y su posterior reintegración a la vida política ilustran las tensiones y transiciones de una nación en formación. Su descendencia también tuvo presencia destacada en la historia política y social del país.